# Metabiantes ulindinus
Metabiantes ulindinus is een hooiwagen uit de familie Biantidae.